# برکلی دافیلد
برکلی دافیلد (انگلیسی: Burkely Duffield؛ زادهٔ ۹ اوت ۱۹۹۲) بازیگر اهل کانادا است.
از فیلم‌ها یا برنامه‌های تلویزیونی که وی در آن نقش داشته است می‌توان به وارکرفت، کسی داخل خانه شماست و ماوراء  اشاره کرد.